# Noordwestterritorium

Gebieden die afgestaan werden om het Territorium te vormen

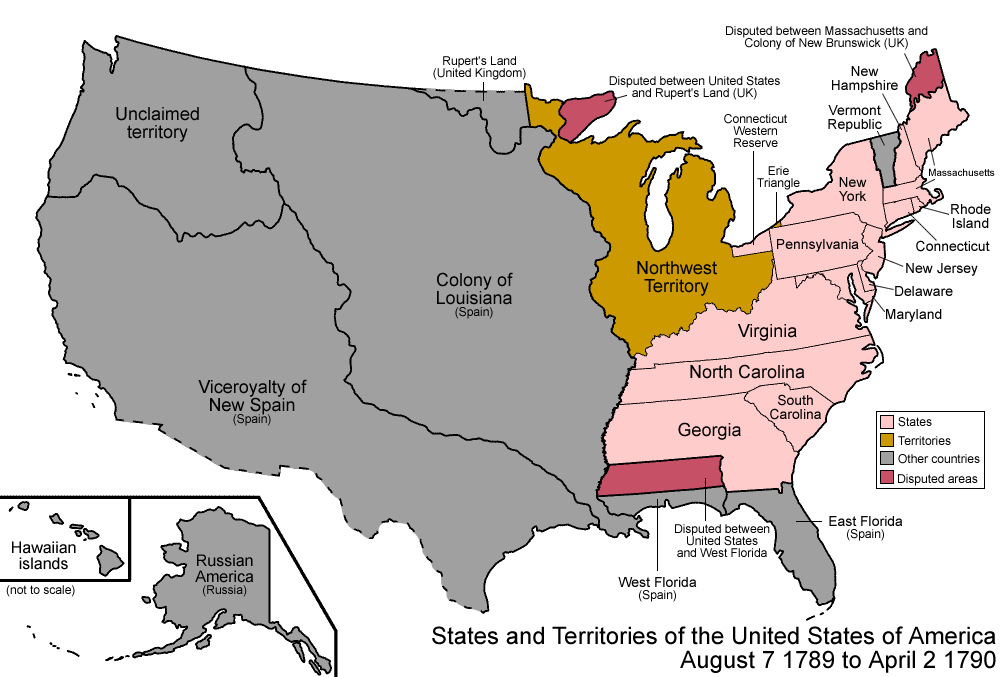
De Verenigde Staten in 1789-1790

Het Noordwestterritorium (Engels: Northwest Territory of voluit Territory Northwest of the River Ohio) was vanaf 1787 een territorium van de recent onafhankelijk geworden Verenigde Staten. Het omvatte ongeveer 630.000 km² ten noordwesten van de Ohiorivier en ten westen van Pennsylvania. In het westen was de grens de Mississippi die op dat moment de westgrens van de Verenigde Staten vormde.
Met de Verordening van het Noordwesten van 14 juli 1787 brachten de dertien oorspronkelijke staten van de V.S. hun overlappende gebiedsaanspraken bij elkaar in een federaal territorium. Deze wet werd op 7 augustus 1789 aangenomen door het Congres. Men voorzag dat in dit gebied nieuwe lidstaten gecreëerd zouden worden; bovendien werd de slavernij in dit gebied voor altijd verboden.
Bij de oprichting leefden in het gebied 45.000 indianen en 2.000 Europeanen, voornamelijk Franse en Engelse pelshandelaren. De Britten wilden de uitbreiding van de Verenigde Staten en verdere kolonialisering ten nadele van de indianen tegengaan, maar een Amerikaans leger onder generaal Anthony Wayne veroverde het gebied in 1794. Bij de Vrede van Gent in 1814 gaf Groot-Brittannië al zijn aanspraken op het territorium op.
Later ontstonden uit het Noordwestterritorium de staten Ohio, Indiana, Illinois, Michigan, en Wisconsin en het oostelijke deel van Minnesota.
Georganiseerde en geïncorporeerde territoria: Noordwest (1787–1803) · Zuidwest (1790–1796) · Mississippi (1798–1817) · Indiana (1800–1816) · Orleans (1804–1812) · Louisiana/Missouri (1805–1821) · Michigan (1805–1837) · Illinois (1809–1818) · Alabama (1817–1819) · Arkansas (1819–1836) · Florida (1822–1845) · Indian Territory (1834–1907) · Wisconsin (1836–1848) · Iowa (1838–1846) · Oregon (1848–1859) · Minnesota (1849–1858) · New Mexico (1850–1912) · Oklahoma (1890–1907) · Utah (1850–1896) · Washington (1853–1889) · Kansas (1854–1861) · Nebraska (1854–1867) · Nevada (1861–1864) · Colorado (1861–1876) · Dakota (1861–1889) · Idaho (1863–1890) · Arizona (1863–1912) · Montana (1864–1889) · Wyoming (1868–1890) · Hawaï (1900–1959) · Alaska (1912–1959)
Niet-geïncorporeerde territoria: Guam (1898–) · Filipijnen (1898–1946) · Puerto Rico (1898–) · Amerikaans-Samoa (1899–) · Panamakanaalzone (1903–1979) · Amerikaanse Maagdeneilanden (1917–) · Noordelijke Marianen (1975–)
Onbewoonde eilanden en claims onder de Guano Islands Act: Phoenixeilanden (1856–1979) · Roncador Bank (1856–1981) · Serrana Bank (1856–1981) · Baker (1857–) · Jarvis (1858–) · Johnston (1858–) · Navassa (1858–) · Kingman (1860–) · Swaneilanden (1863–1972) · Howland (1867–) · Midway (1867–) · Quita Sueño (1869–1981) · Palmyra (1898–) · Wake (1899–) · Corn Islands (1914–1971)